# 金野滋
金野 滋（こんの しげる、1922年7月7日 - 2007年4月1日）は、日本のラグビー選手。引退後は日本ラグビーフットボール協会会長（1994年-2001年）、国際ラグビー評議会常任理事（1991年-2000年）などを歴任した。愛称はシギー (Shiggy)。現役時のポジションはロック。同志社大学卒。

## 経歴
実父は元三菱銀行ロンドン支店長であったため、5歳から10歳までロンドンの小学校に通い、終生、抜群のクイーンズイングリッシュを話した。
1963年から1990年まで日本代表のほとんどすべての海外遠征の団長を務め、ラグビーワールドカップでも第1回と第2回に団長として日本チームを率いるなど、日本の戦後ラグビーの国際化に大いに貢献した。1985年にはアジアにラグビーを広めた功績によりエリザベス2世から大英帝国勲章のOBE（オフィサー）を授与された。会長時代にはジャパンラグビートップリーグ創設に尽力した。
2007年4月1日、脳血栓のため死去。84歳没。
2019年、日本のラグビー界への多大な貢献を評価され、ワールドラグビー殿堂に選出された。